# Единствена горанска партия
Единствена горанска партия (на албански: Partia Unike Gorane; на сръбски: Jedinstvena Goranska Partija) е политическа партия за права на националното малцинство на гораните в Косово. Председател на партията е Адем Ходжа.

## Програма
Партията си поставя като цели да запази идентичността на гораните в Косово, да подобри позицията на гораните в обществото, както и активно да популяризира техните културните ценности. С цел да запази горанското националнално малцинство и да се действа заедно за подобряване на позицията партията в област Гора, тя приобщава членове от бившият Център на Демократическия съюз, оглавяван от Хамза Бале.

## Участия в избори

### Парламентарни избори
| Избори | Гласове | %    | Общо места | Места за гораните | +/–          |
| ------ | ------- | ---- | ---------- | ----------------- | ------------ |
| 2017   | 2 369   | 0,33 | 1 / 120    | 1 / 1             | 1            |
| 2019   | 1 159   | 0,14 | 1 / 120    | 1 / 1             | Безизменение |
| 2021   | 2 162   | 0,25 | 1 / 120    | 1 / 1             | Безизменение |